# Polán
Polán – gmina w Hiszpanii, w prowincji Toledo, w Kastylii-La Mancha, o powierzchni 158,7 km². W 2011 roku gmina liczyła 4034 mieszkańców.